# Comté de Buchanan (Missouri)
Pour les articles homonymes, voir Buchanan et Comté de Buchanan.
Le comté de Buchanan, en anglais : Buchanan County, est un comté de l'État du Missouri aux États-Unis. Le siège du comté se situe à Saint Joseph. Le comté date de 1839 et il fut nommé en hommage à James Buchanan alors sénateur américain et plus tard président des États-Unis.  Selon le recensement des États-Unis de 2010, la population était constituée de 89 201 habitants, population estimée, en 2017, à  88 938 habitants.

## Géographie
Selon le bureau du recensement des États-Unis, le comté totalise une surface de 1 074 km² dont 13 km² d’eau.

### Comtés voisins
- Comté d'Andrew  (nord)
- Comté de DeKalb (Missouri)  (nord-est)
- Comté de Clinton (Missouri)  (est)
- Comté de Platte (Missouri)  (sud)
- Comté d'Atchison (Kansas)  (sud-ouest)
- Comté de Doniphan  (nord-ouest)

### Routes principales
- Interstate 29
- Interstate 229
- U.S. Route 36
- U.S. Route 59
- U.S. Route 71
- U.S. Route 169
- Missouri Route 6
- Missouri Route 31
- Missouri Route 116
- Missouri Route 371

## Démographie
Lors du recensement de 2010, la ville comptait une population de 89 201 habitants. Elle est estimée, en 2016, à 88 938 habitants.
Selon le recensement de 2000, sur les 85 998 habitants, on retrouvait 33 557 ménages et 21 912 familles dans le comté. La densité de population était de 81 habitants par km² et la densité d’habitations (36 574 au total) était de 34 habitations par km². La population était composée de 92,73 % de blancs, de 4,36 % d’afro-américains, de 0,42 % d’amérindiens et de 0,45 % d’asiatiques.
30,60 % des ménages avaient des enfants de moins de 18 ans, 49,3 % étaient des couples mariés. 24,3 % de la population avait moins de 18 ans, 11 % entre 18 et 24 ans, 28,5 % entre 25 et 44 ans, 21,2 % entre 45 et 64 ans et 15 % au-dessus de 65 ans. L’âge moyen était de 36 ans. La proportion de femmes était de 100 pour 96,7 hommes.
Le revenu moyen d’un ménage était de 34 704 dollars.

## Villes et cités
| - Agency - De Kalb - Easton | - Faucett - Gower - Lewis and Clark Village | - Rushville - Saint Joseph - Wallace |